# 西郷町 (兵庫県)
西郷町（にしごうちょう）は、兵庫県武庫郡にあった町。旧菟原郡。
灘五郷のひとつ西郷の地であることにちなむ。

## 沿革
- 1889年（明治22年） 4月1日 - 町村制施行に伴い菟原郡新在家村と大石村が合併して都賀浜村が成立。
- 1896年（明治29年）4月1日 - 菟原郡が八部郡とともに武庫郡へ編入される。
- 1914年（大正3年） 7月1日 - 都賀浜村が町制施行・改称して西郷町となる。
- 1929年（昭和4年） 4月1日 - 西灘村・六甲村とともに神戸市へ編入され消滅。
- 1931年（昭和6年） 9月1日 - 区制施行により灘区の一部となる。